# Darien (Connecticut)
Darien es un pueblo ubicado en el condado de Fairfield en el estado estadounidense de Connecticut. En el año 2005 tenía una población de 20.452 habitantes y una densidad poblacional de 612 personas por km².

## Geografía
Darien se encuentra ubicada en las coordenadas 41°03′04″N 73°28′45″O / 41.05111, -73.47917.

## Demografía
Según la Oficina del Censo en 2000 los ingresos medios por hogar en la localidad eran de $160,274, y los ingresos medios por familia eran $195,905. Los hombres tenían unos ingresos medios de $100,000 frente a los $59,313 para las mujeres. La renta per cápita para la localidad era de $77,519. Alrededor del 0.6% de la población estaban por debajo del umbral de pobreza.